# Cathédrale d'Acerra
La cathédrale d'Acerra (en italien, Cattedrale di Acerra) est une cathédrale catholique située dans la ville homonyme, dans le Sud de l'Italie en Campanie. Elle est le siège du diocèse d'Acerra depuis le XIe siècle.

## Historique
Elle est située sur le site d'un ancien temple romain dédié à Hercule. Elle a été reconstruite plusieurs fois, le bâtiment actuel date du XIXe siècle. Son plan est en forme de croix latine avec un nef et deux allées séparées par des piliers. La façade est de style néoclassique avec huit colonnes ioniques, sur un pavement qui alterne le basalte et le marbre en échiquier.

## Description

### Œuvres d'art
La cathédrale contient des œuvres d'art, les principales sont :
- L'Assomption de la Vierge Marie de Giacinto Diano
- Une peinture représentant Notre-Dame du Rosaire de Giovanni Bernardino Azzolini.
- Une peinture de Fabrizio Santafede.
- Une sculpture en haut-relief de l'école de Giovanni da Nola

## Sources
- (en) Cet article est partiellement ou en totalité issu de l’article de Wikipédia en anglais intitulé « Acerra Cathedral » (voir la liste des auteurs).